# Štola František (Malý hub)
Štola František nazývaná také důl František či Olověný důl nebo Olověná štola je zaniklý galenitový důl, který se nachází v údolí Malý hub v západním svahu kopce Olověnský vrch (616 m n. m.) u zaniklé německé osady Schmelzgraben v pohoří Oderské vrchy ve vojenském újezdu Libavá v okrese Olomouc v Olomouckém kraji. Protože se místo nachází ve vojenském prostoru, tak je bez povolení pro veřejnost nepřístupné.

## Historie a popis
V Malém hubu a jeho okolí se těžila především olověná ruda a stříbrná ruda již od středověku a havíři pocházeli především, z dnes již zaniklých, německých vesnic Barnov a Rudoltovice a jejich osad. Štola František byla založena v 18. století a těžba v ní byla ukončena v 19. století. V této geologické oblasti kulmu stříbro vystupuje jako příměs galenitu v žilách s polymetalickými rudami.
Vstupní portál štoly František o rozměrech cca 1x1,5 m je zabezpečen zamknutou mříží od roku 2009. Štola se dále rozšiřuje na profil 2x3 m, po cca 25 m zahýbá kolmo doprava a po délce úpadnice asi 75 m končí kolmou jámou hloubky cca 70 m. Z kolmé jámy vede několik chodeb. Jedna z těchto chodeb je napojena na druhou jámu asi 600 m vzdálenou. Ve stěnách jsou vidět žíly galenitu. Štola je zavřená a vstup není povolen.
Štola je také zimovištěm netopýrů a vrápenců, kteří jsou zde sledování od roku 1984.
U vstupního portálu jsou trosky kamenné budovy.

## Další informace
Obvykle jedenkrát za rok může být blízké i vzdálené okolí Štoly František přístupné veřejnosti v rámci cykloturistické akce Bílý kámen.

## Galerie

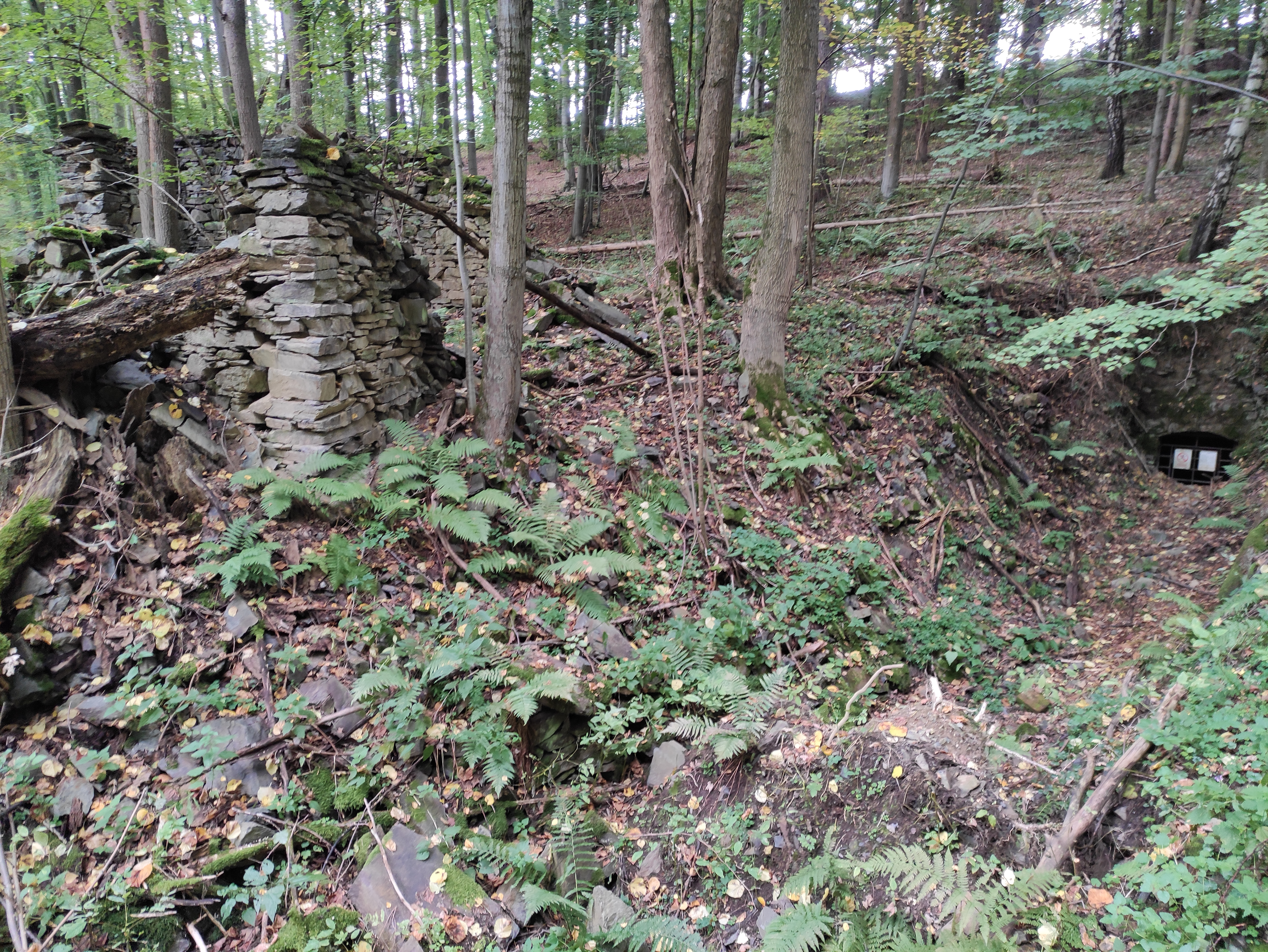
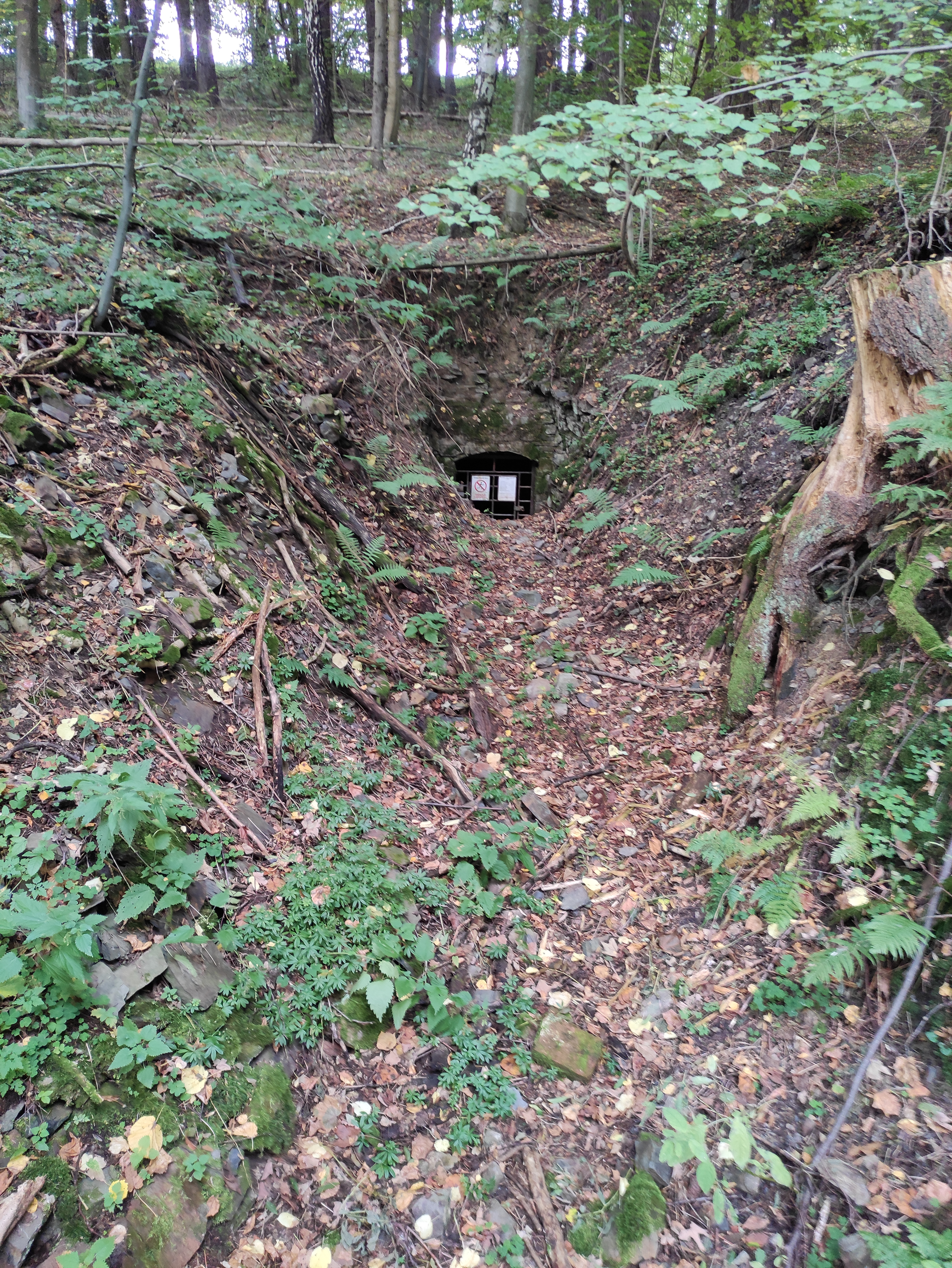
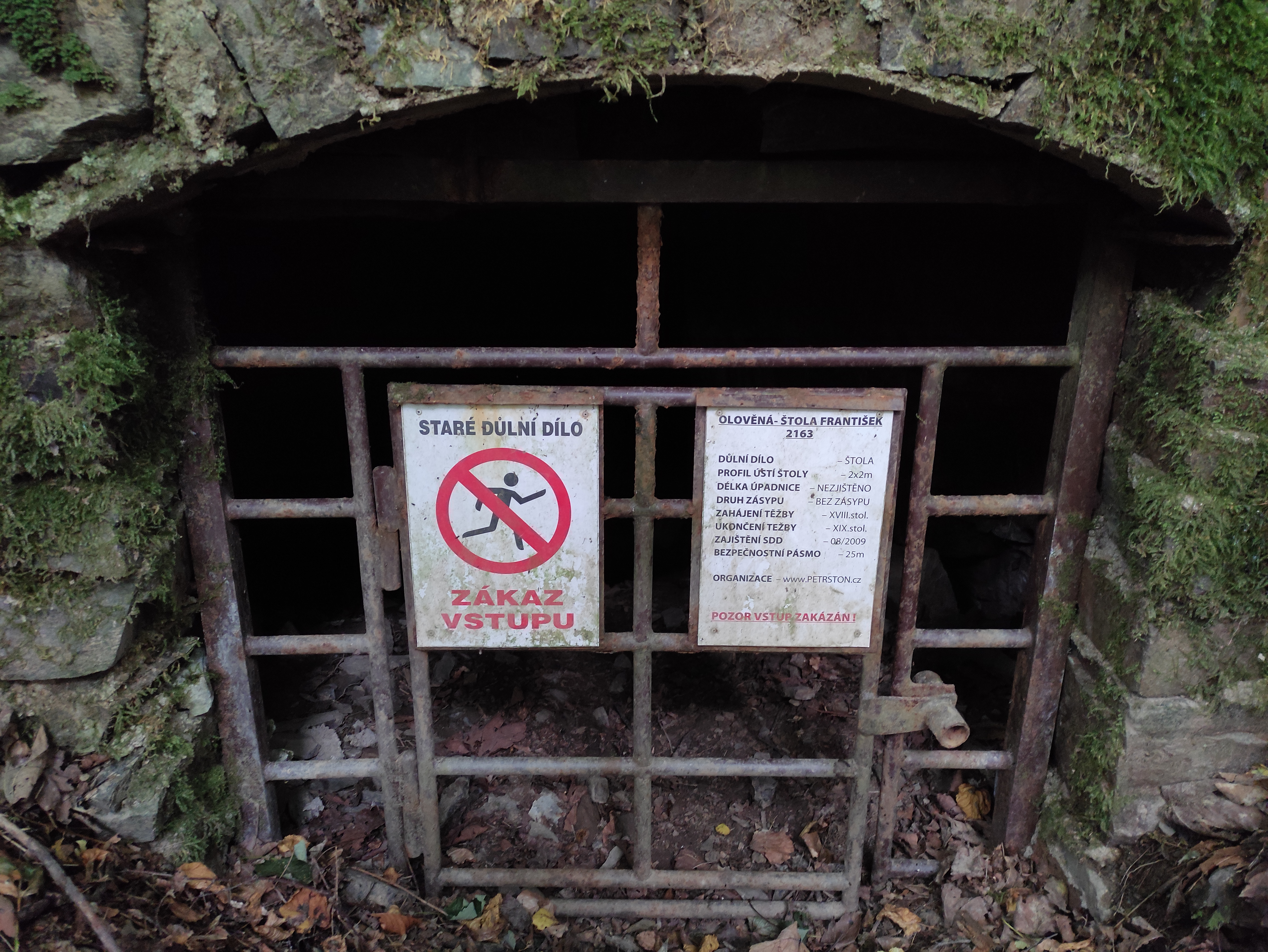